# Піонер-2
Піонер-2 (англ. Pioneer 2) інша назва Тор-Ейбл-3 (англ. Thor-Able 3) — американський космічний апарат для дослідження Місяця. Остання з трьох автоматичних міжпланетних станцій типу «Ейбл».

## Опис
Піонер-2 був подібним до двох попередніх апаратів (Піонер-0 і Піонер-1) і складався з двох присадкуватих зрізаних конусів і невисокої циліндричної секції між ними. Циліндр мав діаметр 74 см і довжину між вершинами обох конусів 76 см. Основною частиною апарата була твердопаливна гальмівна ракета з 11 кг палива, яка стирчала з нижнього конуса вздовж осі апарата. На верхньому конусі монтувались кільцем вісім маленьких малопотужних твердопаливних розгінних ракет, які мали відстрілюватись після закінчення своєї роботи. Також з верхнього конуса стирчала магнітна антена Герца. Оболонка виготовлялась зі скловолокна і фарбувалась темними й світлими смугами для регулювання температури. Загальна маса апарата після відокремлення розгінних ракет становила 39,5 кг, після відпрацювання гальмівного двигуна — 23,3 кг.
Наукова апаратура масою 15,6 кг складалась з:
- телевізійної камери, якою замінили інфрачервону телевізійну систему сканування зображень для вивчення поверхні Місяця, оскільки вона була легшою і мала більшу роздільну здатність. Її розташували у звуженій частині нижнього конуса;
- детектора космічних частинок;
- акустичного датчика мікрометеоритів;
- магнітометра;
- температурних реле для фіксування внутрішньої температури.

Живлення забезпечували нікель-кадмієві батареї для вмикання ракет, срібно-цинкові батареї для телевізійної системи, ртутно-цинкові батареї для всіх інших приладів. Батареї було замінено новішою моделлю для уникнення проблем, які виникли в Піонера-1. Передавач із частотою 108,06 МГц використовував електричну антену для передачі телеметрії та доплерівської інформації, для передачі телевізійного зображення використовувалась магнітна антена. Наземні команди отримувались електричною антеною Герца на частоті 115 МГц. Апарат стабілізувався в польоті обертанням навколо власної осі зі швидкістю 1,8 оберту за секунду.

## Політ
8 листопада 1958 року після запуску третій ступінь ракети-носія Тор-Ейбл відокремився, але двигуни не увімкнулись, тому Піонер-2 піднявся на висоту 1550 км і через 45 хвилин польоту за параболічною траєкторією увійшов у атмосферу Землі над Африкою. Під час короткого польоту отримано небагато даних, зокрема виявлено в екваторіальних регіонах більший потік і вищий рівень радіації, ніж припускалось до того. Також з'ясовано, що щільність мікрометеоритів навколо Землі набагато більша, ніж у космосі.